# Vanhoeffenura atlantica
Vanhoeffenura atlantica är en kräftdjursart som först beskrevs av Frank Evers Beddard 1885.  Vanhoeffenura atlantica ingår i släktet Vanhoeffenura och familjen Munnopsidae. Inga underarter finns listade i Catalogue of Life.